# Ha Tae-kwon
Ha Tae-kwon, född 30 april 1975, är en sydkoreansk idrottare.
Tae-kwon tog brons i badminton tillsammans med Kim Dong-moon vid olympiska sommarspelen 2000 i Sydney, och guld i Athen.